# Amloh
Amloh è una città dell'India di 12.686 abitanti, situata nel distretto di Fatehgarh Sahib, nello stato federato del Punjab. In base al numero di abitanti la città rientra nella classe IV (da 10.000 a 19.999 persone).

## Geografia fisica
La città è situata a 30° 36' 29 N e 76° 13' 49 E e ha un'altitudine di 258 m s.l.m..

## Società

### Evoluzione demografica
Al censimento del 2001 la popolazione di Amloh assommava a 12.686 persone, delle quali 6.788 maschi e 5.898 femmine. I bambini di età inferiore o uguale ai sei anni assommavano a 1.560, dei quali 877 maschi e 683 femmine. Infine, coloro che erano in grado di saper almeno leggere e scrivere erano 8.884, dei quali 5.046 maschi e 3.838 femmine.